# Eugeniusz Kwiatkowski
Pour les articles homonymes, voir Kwiatkowski.
Eugeniusz Kwiatkowski (né le 30 décembre 1888 à Cracovie et mort le 22 août 1974  dans la même ville) est un économiste et homme politique polonais. Il a entre autres été premier ministre de la Deuxième République de Pologne.